# Санделевский, Вярослав
Вяросла́в Ю́зеф Санделе́вский (пол. Wiarosław Józef Sandelewski; 29 ноября 1912, Сосновец, Бендинский уезд, Петроковская губерния, Российская империя — 9 декабря 1983, Азоло, Венеция) — итальянский композитор и музыковед

 польского происхождения.

## Биография
Воевал в армии генерала Андерса. В соавторстве с Адамом Дылонгом составил сборники песен «В марше: Песенник для польского солдата Армии польской на Востоке» (пол. W marszu: śpiewnik dla żołnierza polskiego armii polskiej na Wschodzie; Палестина, 1944) и «Наши границы в Монте-Кассино: Антология борьбы» (пол. Nasze granice w Monte Cassino: antologia walki; Рим, 1945).
По окончании Второй мировой войны обосновался в Италии. В 1957 год получил итальянское гражданство. Изучал композицию в Национальной академии Санта-Чечилия у Карло Джорджо Гарофало, затем в Миланской консерватории у Ренцо Босси, учился также дирижированию у Карло Мария Джулини. Преподавал гармонию в Пармской (1958—1959), Болонской (1959—1963), Миланской (1963—1971) и Венецианской (с 1971 года) консерваториях.
Продолжая поддерживать тесные связи с родиной, опубликовал в Кракове на польском языке первые польские биографии Джакомо Пуччини (1963), Джоакино Россини (1966, переиздание 1980), Гаэтано Доницетти (1982); в Польше исполнялись и его музыкальные произведения — в частности, Серенада для струнного оркестра. Автор ряда статей о польско-итальянских музыкальных связях.